# Živi ogenj
Živi ogenj v kmečki kulturi Slovanov ogenj, ki je ustvarjen na star način drgnjenja lesa ob les (rusko vytirat ogonj, serbsko vaditi, izvijati vatru) s ciljem očiščenja od bolezni pri epidemijah živine .
Podobni obredi so poznani pri gorskih Škotih v 17. stoletju za prvomajski ogenj (keltski praznik »beltane«  in Tatarih v 19. stoletju . Pogosto je bil tak način prižiganja ognja za božični kres, velikonočne krese ali   kupalske kresove pri mnogih evropskih narodih. 

## Slovanska poimenovanja
Najbolj so razširjena imena živi, novi, mladi, božji, sveti (redko divji) ogenj. Bolgarsko živ, nov, poljsko żywy (ogień), rusko novyj ogonj, južno slovansko, belorusko svet, karpatsko świcnly ogień, češko, poljsko karpatsko boży ogień, slovensko in bolgarsko tudi divji ogenj. 

## Ustvarjanje ognja
Sposobnost pridobivanja živega ognja je iz kosa suhega lesa, veje s pomočjo trenja. Včasih s pomočjo pripomočkov, npr. loka ali velikega drevesa, ki se ga vrsti s pomočjo vrvi (belorusko agnevica). 
Iz drevja se pogosto vzame hrast, jesen, breza, včasih tudi brin in bor. Živi ogenj se je pogosto dobivali ob magičnemu času, ob polnoči, »gluhem času«, zarji itd. 
Predstave o vsakoletni obnovitvi ognja so naredila običaje prižiganja živega ognja ob   koledarskih praznikih. Pri Bolgarih so zamenjali »stari« ogenj za novi« na Goreščnik, prvi maj, v nekaterih regijah pa na Koledo,  kupalo, jurjevo ali na dan sv. Pantelejmona (27.VII.).